# Cryptocheiridium salomonense
Cryptocheiridium salonomense es una especie de arácnido del orden Pseudoscorpionida de la familia Cheiridiidae.

## Distribución geográfica
Se encuentra en Nueva Guinea y en  las Islas Salomón.